# Rīzvand-e Najaf
Rīzvand-e Najaf (persiska: ریزوند نجف, Rīzvand-e Bālā) är en ort i Iran.   Den ligger i provinsen Kermanshah, i den västra delen av landet, 500 km väster om huvudstaden Teheran. Rīzvand-e Najaf ligger 630 meter över havet och antalet invånare är 273.
Terrängen runt Rīzvand-e Najaf är kuperad åt sydost, men åt nordväst är den platt. Runt Rīzvand-e Najaf är det ganska tätbefolkat, med 155 invånare per kvadratkilometer. Närmaste större samhälle är Sarpol-e Z̄ahāb, 5,1 km väster om Rīzvand-e Najaf. Trakten runt Rīzvand-e Najaf består till största delen av jordbruksmark.